# St.-Johannis-Kirche (Winterstein)

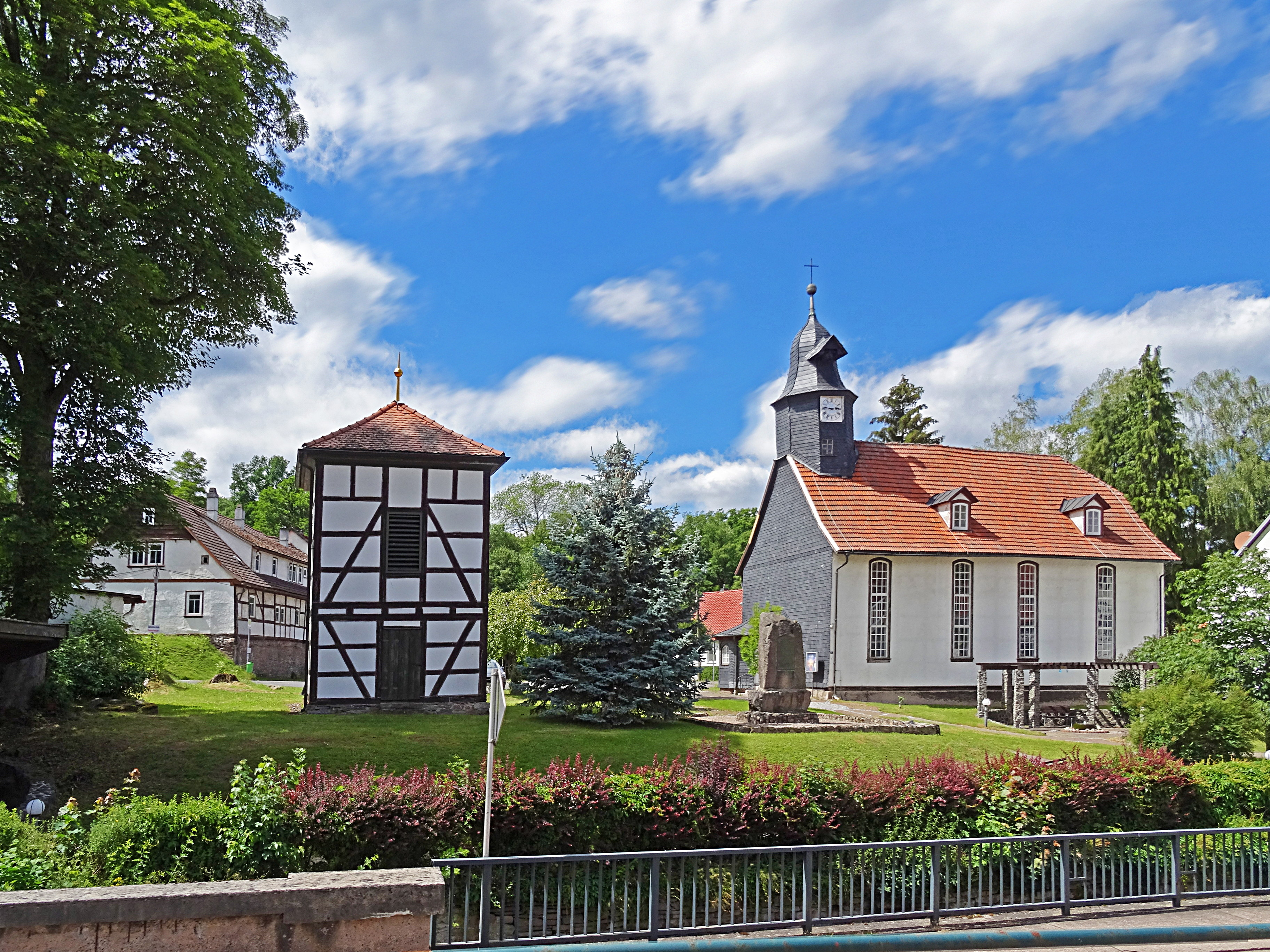
St.-Johannis-Kirche mit Glockenturm

Die im Jahr 1855 neu errichtete St.-Johannis-Kirche ist die evangelische Kirche im Ortsteil Winterstein in Thüringen.

## Geschichte

### Vorgängerbauten
Die Freiherren von Winterstein als Patronatsherren des Ortes wagten bereits 1530 den Übertritt zum Evangelischen Glauben. Sie besaßen im Schlossgelände eine Privatkapelle, die bis zur Mitte des 19. Jahrhunderts bestand. Als Folge von Erbteilungen lag sie im Bereich des Mittelgutes und war zu diesem Zeitpunkt baufällig.
Eine ältere, seit dem Spätmittelalter am Ortsrand vorhandene St.-Johannes-Kapelle stand nach Mitteilung des Gothaer Historikers Johann Georg August Galletti auf dem Erbachschen Hof am Schmerbacher Weg, sie ist nicht mehr nachweisbar. Auch die Dorfbevölkerung war in der Reformation zum Glaubensübertritt genötigt und wurde nach Schwarzhausen eingepfarrt. Erst 1703 stimmte Bernhard von Wangenheim dem Bau einer Dorfkirche zu.
Zunächst entstand das neue Gotteshaus auf einem Grundstück neben der Burgruine Winterstein. Es wurde am 24. Juni 1704 als St.-Johannes-Kirche geweiht. Zeitgleich wurde auch für die Dorfbevölkerung eine Dorfschule und der Neue Friedhof angelegt. Die Kirche verfügte über drei Emporen. In den Folgejahren konnte noch ein separater Turm errichtet und eine stattliche Glocke angekauft werden.
Schon um 1850 war das Kirchengebäude durch bauliche Mängel (Schwammbefall?) schwer beschädigt und wurde bis auf die Grundmauern abgetragen. 

### Errichtung einer neuen Kirche Mitte des 19. Jahrhunderts

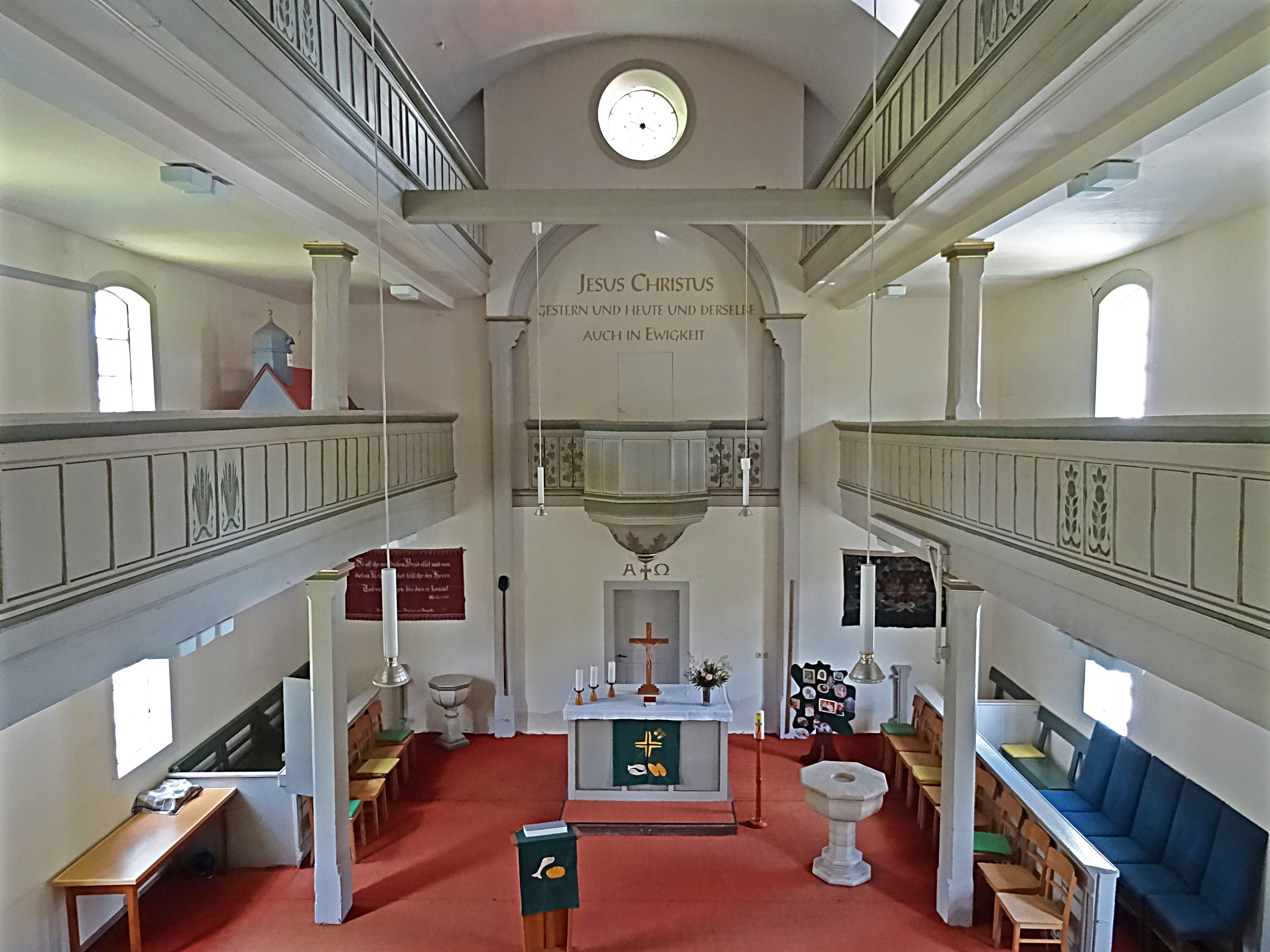
Innenansicht

Bis 1855 wurde es durch ein neues Gebäude – eine schlichte Saalkirche – ersetzt. Diese erhielt die aus der Schlosskirche stammende Orgel eingebaut. Im Chorraum der Kirche wurde eine kleine Gruft für die Bestattung des Schlossherren angelegt. Die späteren Bestattungen fanden dann auf dem nördlich an die Kirche angrenzenden Wangenheimschen Erbbegräbnis statt.
Am 1. Juli 1905 wurde die Wintersteiner Kirchgemeinde eigenständig. Der erste Wintersteiner Pfarrer hieß Meng. Er blieb nur zwei Jahre vor Ort, da er auf der Bereitstellung eines eigenen Pfarrhauses bestand. Im Jahr 1909 erhielt das Dorf das benötigte eigene Pfarrhaus, in dem Pfarrer Hans Munck bis 1920 wohnte.

### Bekannte Pfarrer
Die folgende Auflistung nennt die Pfarrer, welche bis 1993 in Winterstein tätig waren. Später in Winterstein tätige Geistliche sind ebenfalls angegeben.
| - 1905–1907: Pfar. Meng - 1911–1920: Pfar. Munk - 1920–1928: Pfar. Rodenburg - 1928–1933: Pfar. Siegel - 1933–1941: Pfar. Geldermann - 1941–1946: Pfar. Marx | - 1946–1956: Pfar. Kästner - 1956–1960: Pfar. Erdmann - 1961–1968: Pfar. Hertrampf - 1970–1982: Pfar. Greim - 1982–1993: Pfar. Nagel - seit 2011: Pfarn. Kleditz |

## Bauwerk

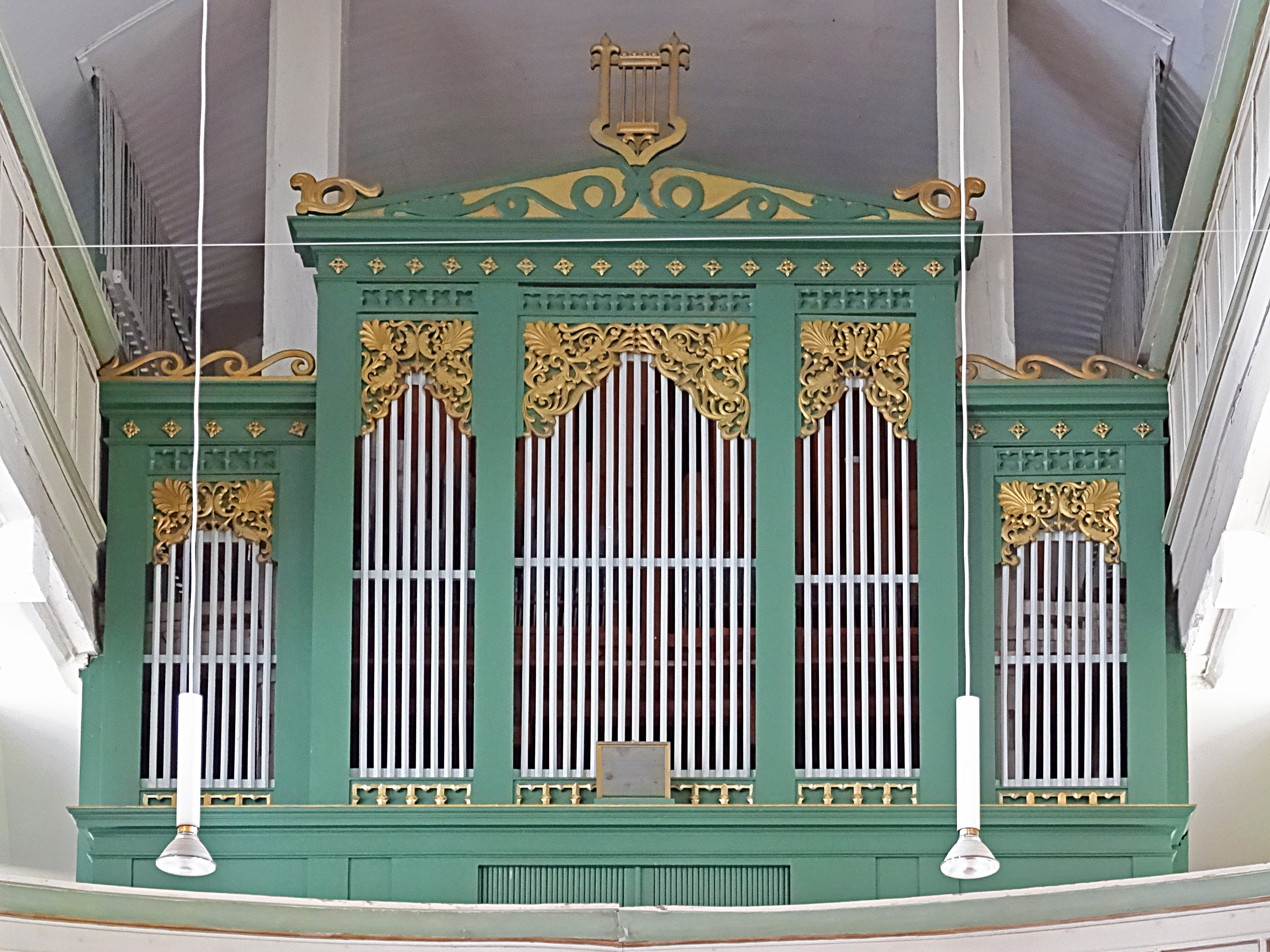
Die Orgel

Das Kirchengebäude ist eine einfache Saalkirche und wird mit einem hölzernen Tonnengewölbe abgeschlossen. Eine umlaufende Empore nimmt unter anderem die Orgel auf. Aus ihrem mit Ziegeln eingedeckten Pultdach erhebt sich der achteckige Kirchturm, der mit Schiefer verkleidet ist. 

## Orgel
Die Orgel stammt aus der Werkstatt des Großtabarzer Orgelbaumeisters Friedrich Knauf und wurde 1856 in Winterstein eingebaut. Zuvor besaß die Kirche die aus der ehemaligen Schlosskapelle der Wangenheimer ausgebaute Orgel aus dem 18. Jahrhundert.
Nach der Wende, in den Jahren 1993/1994 konnte der in Urspringen beheimatete Orgelrestaurator Hey Wartungs- und Reparaturarbeiten an der Orgel durchführen.